# Ditlev Trappo Saugmann Bjerregaard
Ditlev Trappo Saugmand Bjerregaard (født 21. august 1852 i Højbjerg, død 1916 i Kjellerup) var en dansk forretningsmand, musiker, musikdirektør og produktiv komponist. Han drev en butik i Kjellerup hvor han solgte bl.a. musiknoder, musikinstrumenter og legetøj, og hvor han lærte lokale børn at spille. Der var et øverum i kælderen, hvor også hans orkester kunne øve sig.
Bjerregaard lærte formodentlig at spille af en lokal spillemand. Han opnåede efterhånden en omfattende teoretisk viden ved flittig læsning af bøger om musikteori. Ditlev underviste i så godt som alle instrumenter, men hovedinstrumentet var violin.

## Komponist
D.T.S. Bjerregaard begyndte at komponere dansemusik i 1872 og udgav fra 1878 halvårligt hæfter med sine kompositioner. Det blev i alt til 76 "Baldanse"-hæfter med omkring 900 melodier. Hæfterne blev trykt i Viborg og sendt til ca. 600 abonnenter.
I Baldansehæfterne optræder også traditionelle folkedanse, fx Trekant, Svejtrit og Sextur, til melodier af D.T.S. Bjerregaard. Derudover udgav D.T.S. Bjerregaard to hæfter med traditionelle folkedansemelodier (1905 og 1906), 88 i alt, hvoraf kun de første 32 er arrangeret ligesom Baldansehæfterne. Der er fremstillet en fortegnelse over Baldanse- og Folkedansehæfternes melodier. 
De fleste af hans værker er polkaer, valse, galopper, hopsaer, schottisher og mazurkaer, arrangeret for 3 violiner, fløjte, klarinet, 2 trompeter, tenorbas og kontrabas.
Blandt hans kendteste kompositioner er Drej skruen. og "Nu gaar den godt igjen, Rejnlænder Polka". Som mange af hans melodier indeholder den citat fra en af samtidens populære melodier. Det var mest almindeligt i sidste del (som regel 3. eller 4. del), og de fik ofte titler derefter, fx "Skorstensfejeren Polka", "Ud paa Livets Vej, Hopsa", "Min Amanda fra Kjerteminde, Mazurka", "Lørdag Aften Rejnlænder, Polka" (med hele melodien til folkevisen "Det var en lørdag aften"). Også melodien til "På loftet sidder nissen med sin julegrød" er citeret - dog under et andet navn: "Autionen Rejnlænder Polka". Her benyttes melodien i første og tredje del af kompositionen (som består af fire dele).

## Musiker
D.T.S. Bjerregaard havde det eneste større orkester i området mellem Viborg og Silkeborg. På et billede fra 1910 var der 17 musikere i orkestret, hovedsageligt blæsere. I hans nekrolog står 10-12 mand. Der var nok at lave for orkesteret. De spillede ofte klassisk, opera- og operettemusik. Til fester spillede de dansemusik: polka, vals, mazurka osv., senere på aftenen lanciers, française, pas de quatre og andre turdanse.. D.T.S. Bjerregaard er nævnt i bogen Vor Tids Danske Musikere & Tonekunstnere, Forlaget Vort Land, København 1937, 14. hæfte, side 544.

## Privatliv
D.T.S. Bjerregaard blev født i 1852 på en gård i Højbjerg, hvor han tidligt erhvervede sig et husmandssted. Nogle få køer og indtægten fra salg af noder satte ham i stand til at gifte sig i 1883 med Mathilde Justesen. I 1886 flyttede de til Kjellerup. Han lod bygge et hus på Søndergade nr. 21 med sten fra eget teglværk. De fik 8 børn hvoraf det ene var et plejebarn. 4 af børnene uddannede sig i København, hvor Bjerregaard havde købt en lejlighed til dem. De fik hovedsagelig instrumentalundervisning af udøvende musikere fra Det Kongelige Kapel. Bjerregaard døde i 1916 af bughindebetændelse efter en blindtarmsoperation.

## Betydning
D.T.S Bjerregaard har haft stor betydning for den traditionelle musik/spillemandsmusik i Danmark, især i Midtjylland. I adskillige spillemandsbøger fra samtiden og efterfølgende er hans kompositioner afskrevet til brug, sammen med andre traditionelle spillemandsmelodier. Også hans arrangementer har være anvendt, men i mere begrænset omfang, især hans violinstemmer.
I 2000 blev der opsat en mindeplade på hans hus i Kjellerup.

## Saugmann Bjerregaards Fond
I 2004 blev Saugmann Bjerregaards Fond oprettet. Fonden er opkaldt efter D.T.S. Bjerregaard, der underskrev sig, bl.a. i avisannoncer, med "Saugmann Bjerregaard". Fonden har en kapital på ca. 1,5 millioner kr. doneret af D.T.S. Bjerregaards svigerdatter Esther Bjerregaard, (1919-2001). Fondens formål er at støtte forskning i dansk spillemandsmusik, samt spillemænd der beskæftiger sig med D.T.S. Bjerregaards musik. 